# Ліна Кавальєрі
Наталіна (Ліна) Кавальєрі (італ. Lina Cavalieri; 25 грудня 1874, Вітербо — 7 лютого 1944, Флоренція) — італійська оперна співачка, акторка та модель. Найпопулярніша фотомодель свого часу.

## Життєпис
Наталіна Кавальєрі народилася 25 грудня 1874 в Онано, Вітербо, в небагатій родині. Через те, що народилася на Різдво, при хрещенні отримала ім'я Наталіна (Natalina). У дитинстві переїхала з батьками до Риму, в квартал Трастевере. Два брати і дві сестри Кавальєрі працювали з дитинства; Ліна працювала пакувальницею газет в друкарні, помічницею у кравчині, продавала на вулицях квіти. 
З 1887 р. почала потроху виступати з виконанням пісень на вулицях і в маленьких кафе в Римі. З 1888 р. почала брати участь у конкурсах краси. У квітні 1894 вперше виступила на сцені, в маленькому театрі близько П'яцца Навона, в Римі. У 1895 р. виступала в програмах Цирку-Вар'єте в Римі, в кабаре «Ельдорадо» в Неаполі, — з програмою народних (переважно неаполітанських) пісень. У 1896 р. виступала в Неаполі у відомому «Салоні Маргеріта», і в Парижі, в кабаре Фолі-Бержер танцювала і виконувала італійські пісні під акомпанемент оркестру, що складається з жінок, що грають на гітарах і мандоліні. Ліна Кавальєрі співала, переважно, французькою мовою, «поєднуючи італійську простоту з французьким шиком». Як танцюристка поступалася іншим акторкам, але критика відзначала «дитячу простоту» її танців. Співала в кафе, мюзик-холах, розважальних садах, кабаре і в інших подібних закладах по всій Європі. 
Ліна Кавальєрі входила в коло французьких танцюристок і співачок, відоміших як куртизанок «Прекрасної епохи»: Клео де Мерод, Кароліна Отеро, Ліана де Пужі, Емільєна д'Алансон. Сучасники відзначали, що вокальні дані Кавальєрі були скромними. Успіх принесла їй виняткова краса; Кавальєрі стала однією з найбільш фотографованих зірок свого часу, іменована «найкрасивішою жінкою світу». Для досягнення тонкого силуету вона використовувала туге шнурування корсета. 
Кавальєрі широко знімалася для реклами, ставши найпопулярнішою фотомоделлю свого часу. Співпрацювала з фотографом Леопольдом-Емілем Рутлінгером, що знімав також інших популярних співачок і танцюристок. Перш за все, мали величезний комерційний успіх картки (листівки) з її зображенням; так, один з петербурзьких продавців на початку 1900-х стверджував, що продав близько мільйона листівок із зображенням Кавальєрі.

## Фільмографія
- Manon Lescaut (1914)
- Sposa nella morte! (1915)
- La rosa di Granata (1916)
- The Eternal Temptress (1917)
- Love's Conquest (1918)
- A Woman of Impulse (1918)
- The Two Brides (1919)